# John George Kemeny
John George Kemeny vlastním jménem  Kemény János György (31. května 1926, Budapešť – 26. prosince 1992, New Hampshire) byl maďarsko-americký matematik židovského původu, spoluautor programovacího jazyka BASIC. Podílel se rovněž na vývoji americké atomové bomby.

## Život
János Kemény utekl spolu se svou rodinou z Budapešti v roce 1940 kvůli sílícímu postavení fašistického Německa v Střední Evropě. Střední školu ukončil už v New Yorku (George Washington High School in New York City), později studoval na Princetonské univerzitě matematiku a filozofii. Studium musel kvůli druhé světové válce na rok přerušit. Vojenskou službu vykonával v Los Alamos, kde pracoval na Projektu Manhattan, tedy vývoji jaderné zbraně. Zde poznal Richarda Feynmana, který byl jeho nadřízeným. Největší dojem na něj však udělal John von Neumann.
Po návratu na Princeton ukončil studium v roce 1947 a v roce 1949 získal doktorát z logiky. Doktorandské studium vykonával pod dohledem Alonzo Churche, na krátkou dobu se stal také matematickým asistentem Alberta Einsteina.
Jako 27letý přijal úkol vytvořit katedru matematiky na Darthmouthské vysoké škole, v letech 1971 až 1980 byl jí rektorem. V roce 1979 ho prezident Jimmy Carter požádal o vedení vyšetřování havárie atomové elektrárny na Three Miles Island, kde se částečně roztavil atomový reaktor.
Programovací jazyka BASIC vytvořil v roce 1964 spolu s Thomasem Eugenem Kurtzem. Spolu vytvořili i Dartmouth Time-Sharing System (DTSS). Tento systém umožňuje více lidem pracovat na jednom počítači.